# Таблово
Таблово — деревня сельского поселения Волковское Рузского района Московской области. Численность постоянно проживающего населения — 96 человек на 2006 год, в деревне числятся 6 улиц и 6 переулков. До 2006 года Таблово входило в состав Волковского сельского округа.
Деревня расположена в центре района, в 3 километрах севернее Рузы, на речке Табловка — левом притоке реки Озерна, высота центра над уровнем моря 196 м. Через деревню проходит автодорога А108 Московское большое кольцо.